# 巴斯克民族解放運動
巴斯克民族解放運動 (西班牙語：Movimiento de Liberación Nacional Vasco, MLNV; 巴斯克語：Euskal Nazio Askapenerako Mugimendua, "ENAM")是一個概括性的名稱，用來指示所有支持恐怖組織埃塔 (Euskadi ta Askatasuna, ETA)及其理念的社會、政治或軍事團體。由於這些團體活躍於20世紀80至90年代，這個代名詞亦在這段時間頻繁出現。
由於埃塔被界定為恐怖組織，西班牙政府為了打擊它的勢力，MLNV的團體在過往
十年間有不少成員被囚禁，例如巴達蘇納政黨領袖歐德基（Arnaldo Otegi）被判囚十年。
與巴斯克民族解放運動有密切關係的組織列舉如下：

## 武裝組織
- 埃塔 (Euskadi ta Askatasuna, ETA)
- 北方人 (Iparretarrak)

## 政黨
- 巴斯克民族行動 (Basque Nationalist Action)
- 人民社會主義革命黨 (Herri Alderdi Sozialista Iraultzailea)
- 人民團結黨 (Herri Batasuna)
- 巴斯克独立党 (Batasuna)
- 巴克斯祖國共產黨 (Communist Party of the Basque Homelands)
- 索爾圖黨 (Sortu)

## 其他相關組織
- 民族主義工人委員會 (Langile Abertzaleen Batzordeak)
- 社會主義協調委員會 (Koordinadora Abertzale Sozialista,KAS)